# Robert Roth
Robert Roth (n. 5 iulie 1898, Berna, Berna, Elveția – d. 17 noiembrie 1959, Nidau⁠(d), Berna, Elveția) a fost un luptător elvețian, medaliat olimpic. A participat la o ediție a Jocurilor Olimpice (1920) în care a câștigat o medalie de aur.

## Participări
Lista de mai jos prezintă principalele competiții la care a participat Robert Roth de-a lungul carierei.
- wrestling at the 1920 Summer Olympics – men's freestyle heavyweight[*]